# Villiers-Charlemagne
Villiers-Charlemagne är en kommun i departementet Mayenne i regionen Pays de la Loire i nordvästra Frankrike. Kommunen ligger i kantonen Grez-en-Bouère som tillhör arrondissementet Château-Gontier. År 2022 hade Villiers-Charlemagne 1 080 invånare.

## Befolkningsutveckling
Antalet invånare i kommunen Villiers-Charlemagne
| Referens: INSEE |